# Катя Дандулаки
Екатерини (Катя) С. Дандулаки (на гръцки: Αικατερίνη, Κάτια, Σ. Δανδουλάκη) е известна гръцка филмова, телевизионна и театрална актриса, бивш модел и музикантка. Тя е най-известна с ролята си на протагонистката Вирна Драку в известния гръцки телевизионен сериал „Ламбси“ от 1990-те години.

## Биография
Родена е на 16 май 1948 година в големия македонски град Солун, Гърция. Мести се в Атина на 4 години. Учи в Лондонското училище за театрално изкуство. В 1996 година се омъжва за гръцкия интелектуалец, преводач и писател Мариос Плоритис, който превежда много от нейните пиеси. Дандулаки учи англицистика в Бостънския университет за една година – в 1968 година.
Дандулаки участва в много популярни гръцки филми като „Папафлесас“ (1971) заедно с Димитрис Папамихаил. Тя играе ролята на младата съпруга Мармо Пантеу в класическия телевизионен сериал „Пантеи“ (1977), базиран върху класическия роман на Тасос Атанасиадис. През 90-те години на XX век играе ролята на Вирна Драку в популярния гръцки сапунен сериал на Никос Фосколос „Ламбси“. Дандулаки също така играе Мария Калас в пиесата на Терънс Макнали „Майсторски клас“ и Бланш в пиесата „Трамвай „Желание“. Тя е една от основните звезди в телевизионния сериал „Ύστερα ήρθαν οι μέλισσες“ (2000), режисиран от Янис Куцомитис. Той е един от успешните продукти на държавната телевизия ЕТ1. В 2001 - 2002 година Дандулаки играе Ема в класическата пиеса на Харолд Пинтър „Измяна“, режисирана от Стаматис Фасулис, която постига огромен успех. До 2007 година Дандулаки е главната звезда в теленовелата „Βέρα στο Δεξί“.

## Театър „Катя Дандулаки“
В 1995 година Катя Дандулаки отваря собствен театър в Атина, който носи нейното име. Разположен е на третия етаж на търговски комплекс от 1960-те години в гръцката столица. Интериорът му е дело от архитектката Катерина Тану и заема площ от 1000 m2. Театърът има 500 места и сцена от 200 m2 с въртяща се секция.

## Филмография[3]
- Παπαφλέσσας (1971)
- Το ολοκαύτωμα (1971) Ана Фанариоти
- Σουλιώτες (1972)
- Ως την τελευταία στιγμή (1972)
- Ιπποκράτης (1972)
- Μπουμ Ταρατατζούμ (1972)
- Στα δίχτυα της αράχνης (1973)
- Πολεμισταί της ειρήνης (1973)
- Επικίνδυνη νύχτα (1974)
- Ο γιος μου ο Στέφανος (1975)
- Η δαιμονισμένη (1975) Елени Ставряну
- Στα δίχτυα του τρόμου (1975)
- Άγνωστος στρατιώτης (1976) Мирто
- Το τραγούδι της επιστροφής (1983)
- Γλυκιά πατρίδα (1987) сестра Матилда

## Телевизионни роли
- Τα δίχτυα της αράχνης
- Τα διχτυα του τρόμου
- Ο Χριστός ξανασταυρώνεται (1975-77)
- Οι Πανθέοι (1977-79)
- Η δασκάλα με τα χρυσά μάτια (1979)
- Προδομένος λαός – Μαντώ Μαυρογένους (1983)
- Χατζημανουήλ (1984)
- Η Λάμψη (1993-2004)
- Ύστερα ήρθαν οι μέλισσες (1999-00)
- Λένη (2003-04)
- Βέρα στο δεξί (2004-07)
- Η ζωή της άλλης (2009-12)
- Βαλς με δώδεκα θεούς (2012-13)
- Dancing with the stars 3 (2012-13)
- Το σπίτι της Έμμας (2013-14)
- Dancing with the stars 4 (2013-14)
- Όρκος σιωπής (2014-15)
- Dancing with the stars 5 (2014-15)

## Театрални роли[4]
- Θέλω να δω το Μιουσώφ
- Ένας μήνας στην εξοχή
- Παρακαλώ... ας μείνει μεταξύ μας (2009)
- Μάρτυρας Κατηγορίας (2009)
- Ο Θεός της σφαγής (2009)
- Ανατόλ (2010)
- Άννα Καρένινα (2010)
- Μικρές Αλεπούδες (2010)
- Να ζει κανείς ή να μη ζει (2011-13)
- Μάντεψε ποιος θα πεθάνει απόψε (2013-16)